# Sidney Reilly
Sidney George Reilly (Império Russo, c. 1873 – possivelmente em Moscou, c. 1925), conhecido normalmente como "Ás dos Espiões", era um agente secreto a serviço do governo britânico. É dito que ele espionou para pelo menos quatro países (Reino Unido, Alemanha, Japão e Rússia).
A fama de Reilly foi criada na década de 1920, em parte devido ao seu amigo, o diplomata e jornalista Sir Robert Bruce Lockhart, que divulgou sua operação frustrada para derrubar o regime bolchevique soviético em 1918. O tabloide inglês Evening Standard publicou, em 1931, uma série de matérias intituladas "Master Spy" ("Mestre Espião"), transmitindo suas façanhas. Mais tarde, Ian Fleming usou Reilly como modelo para criar o personagem dos seus livros de James Bond.
Atualmente, muitos consideram Reilly como o primeiro "super espião" do século XX. Muitas de suas façanhas são, contudo, consideradas invenções ou exageros, já que o Reilly era considerado um gênio na arte da ilusão e muito de sua vida se tornou lenda.